# اشتفن هایدریش
اشتفن هایدریش (به آلمانی: Steffen Heidrich) بازیکن فوتبال و هافبک اهل آلمان شرقی بود که از سال ۱۹۹۰ میلادی عضو تیم ملی فوتبال آلمان شرقی بوده‌است. وی در ۱ بازی ملی حضور داشته و در بازی‌های ملی‌اش گلی به ثمر نرساند. اشتفن هایدریش آخرین بازی ملی خود را در سال ۱۹۹۰ میلادی انجام داد.